# Levanto
Levanto – miejscowość i gmina we Włoszech, w regionie Liguria, w prowincji La Spezia.
Według danych na rok 2004 gminę zamieszkiwały 5574 osoby, 150,6 os./km².
W miejscowości jest stacja kolejowa Levanto.